# Famille Cuper
Pour les articles homonymes, voir Cuper.
 (mai 2016).
 (mai 2016).
La famille Cuper est une famille d'horlogers blésois (1553-1804). Elle connut aux XVIe et XVIIe siècles à Blois, un essor important dans les métiers de l'artisanat d'art. 

## Explications
La famille Cuper s'inscrit intrinsèquement dans la bourgeoisie marchande de Blois, aux côtés d'autres artisans blésois de souche, mais également d'artisans suisses, hollandais et allemands, formant une population marchande influente, et ce dès le règne de Louis XII, à la fin du XVe siècle, car le roi de France influa sur l'installation d'une partie de la cour royale dans la ville de Blois et dans le reste de la province de l'Orléanais.
Cependant, vers la fin du XVIIIe siècle, la cour royale quitte progressivement Blois, influencée par les conflits de religions, notamment avec l'Édit de Fontainebleau d'octobre 1685. Ce départ de population marque la fin de l'apogée et engendre le déclin de l'artisanat à Blois. Dès lors, seuls quelques rares ateliers d'horlogerie subsistent.
Cette période de changement est constitutive de la ville de Blois, car l'artisanat y a connu son essor, son avènement, son apogée et son déclin progressif, pourtant la ville fut considérée par Louis XII comme une ville artisane irradiant le Val de Loire.
Étant ancrée dans la société bourgeoise protestante de Blois, la famille Cuper constitue un échantillon pertinent de l'essor de l'artisanat horloger entre le XVIe et le XVIIe siècle. Par la suite, au XVIIIe siècle, avec la perte d'influence de la ville, la famille Cuper fait partie d'un pan de la société en décalage progressif avec les comportements sociaux véhiculés par la Révolution française, notamment avec les changements majeurs de la région.
Du XVe au XVIIIe siècle, la famille Cuper évoluent donc en parallèle de la ville de Blois. Les membres de la famille tiennent un rôle majeur dans les conflits religieux à la fin du XVIe siècle. Ils subissent d'ailleurs les conséquences de leur implication dans les différentes institutions de la ville, telles que dans les domaines politiques, eux-mêmes liés à la religion, au commerce et à l'économie de Blois.

## Généalogie des horlogers de la famille Cuper
Barthélemy Cuper, Sieur de Chastenay, originaire d'Allemagne, naquit vers 1530 et s'installa à Blois à une date indéterminée. Il eut deux fils, Paul et Pierre.
- Pierre naquit vers 1570 et épousa Marie Quibut vers 1597. Ils eurent sept enfants, dont 
  - Pierre, horloger, né le 10 décembre 1604, établi à Constantinople avant le 24 novembre 1637.
  - Abraham, horloger, né le 13 avril 1611, demeurant à Blois le 24 novembre 1637
  - Josias, horloger, demeurant à Londres en 1637.
  - Marie née le 16 mars 1598, mariée (1617) à l'horloger blésien Pierre Abillam, originaire de Genève.
- Paul I naquit vers 1560. Horloger à Blois et « Commissaire de l’artillerie de France ».  Il épousa Madeleine Picaut en janvier 1586 et ils eurent sept enfants, dont : 
  - Barthélemy II, « horlogeur de la royne », marié à Marie Mareschal vers 1612, de qui il eut de nombreux enfants nés entre 1615 et 1634 dont Simon Cuper né le 21 février 1624 qui épousa Anne Chartier (peut-être d’une famille d’orfèvres blésois)  le 11 avril 1655, et eut quatre fils et deux filles 1656-1670.
  - Paul II, horloger et « commissaire ordinaire de l'artillerie du roi », marié à Françoise Leconte vers 1610 (Ils eurent un fils né le 4 janvier 1612 : Jacques) puis Marie Souefve vers 1613. Ils eurent notamment pour enfants :
    - Madeleine, née le 16 04 1614 (qui épousa Jacques Bordier, de Paris : il pourrait s’agir du collaborateur de Jean Petitot).
    - Judith, mariée à un horloger d'Orléans, Jean Leblanc, en 1642.

  - Sulpice
  - Michel, marié à Anne Gousset. Horloger à Blois et valet de chambre de Gaston, duc d'Orléans. L'une de ses filles, Anne (née le 17 01 1616) épousa, en octobre 1634, Isaac Grisbelin (Gribelin), horloger à Blois. Une autre fille, Marguerite, épousa en 1617 Barthélemy Mâcé, horloger à Blois. 
    - Simon I Cuper, fils de Michel, naquit à Blois le 13 juin 1627 et y décéda en 1693. Il épousa Anne Chartier, fille d'un orfèvre de Blois (Antoine Chartier). 
      - Son fils aîné, Simon II Cuper naquit à Blois, y fut baptisé le 23 avril 1656 et y décéda entre 1722 et 1728. Horloger, Simon II eut deux fils, Simon III et Paul III : 
        - Simon III, horloger, né à Blois et baptisé le 9 février 1696. Il y mourut le 10 mars 1787. Il avait eu un fils, Paul IV (Né à Blois, baptisé le 12 août 1755, il fut orfèvre à Toulouse où il mourut le 5 janvier 1842). Il eut un fils : Paul-Vincent (voir plus bas).
        - Paul III, fils de Simon II, naquit à Blois vers 1704 et devint orfèvre. Il mourut à Blois le 17 mars 1777.

    - Paul-Vincent (fils de Simon III) naquit à Blois et y fut baptisé le 26 octobre 1737. Il devint horloger, et décéda à Blois le 4 juillet 1821. Il eut deux fils horlogers : Simon IV (baptisé le 25 juillet 1768, il décéda en 1844), et Louis-Augustin (horloger à Blois, baptisé le 26 août 1772, mort le 22 février 1852. Son fils, Charles-Raoul, fut horloger à Blois de 1826 à 1840).

## LeXVIesiècle(1553-1611) : l'ascension
En traversant le XVIe siècle, la famille Cuper connaît trois grands changements : par son implantation solide dans l'urbanisme commerçant blésois, elle parvient à changer son rang dans la société, ce qui conduit également à accroître sa renommée. Par la suite, cet enrichissement lui permet d'acquérir et posséder des biens fonciers plus importants, elle constitue donc progressivement un patrimoine qui s'agrandit au fil des siècles suivants. Enfin, pour s'intégrer davantage encore dans la société commerçante de Blois, les membres de la famille entreprennent de se convertir au Protestantisme.
Le Louvre possède une montre ovale attribuée à Paul Cuper (actif fin du 16e siècle : s’agit-il de Paul Cuper né à Liège en 1520, mort, sans doute à Blois, en 1612 ?) et le Musée Paul-Dupuy, à Toulouse, une horloge de table, aussi de Paul Cuper, vers 1600.

## LeXVIIesiècle(1611-1693) : l'apogée
La famille se démarque au XVIIe siècle par trois de ses membres. Sulpice Cuper, né en 1587 et mort en 1670, tend à améliorer les finances de l'entreprise familiale. Michel Cuper, né vers 1590 et mort vers 1633, s'emploie à parfaire la portée de l'artisanat horloger de la famille, grâce au commerce international, notamment vers Londres et Constantinople. Toutes ces tentatives de commerce extérieur n'aboutissent pas, mais elles sont constitutives de l'ambition commerçante de Michel Cuper. Paul III Cuper, mort en 1622, fut lui condamné à mort, probablement à cause de son engagement protestant.
Simon Cuper (1627-1693) : une de ses montres est conservée au British Museum.  Il s’agit d’une montre à foliot dotée d’un boîtier en cuivre doré et émail, 1660-70.
Le Musée d’Ecouen possède de Paul Cuper (II ?) une montre octogonale, vers 1620-30 ; le Louvre présente une horloge de table cylindrique d’attribution incertaine : Cuper Paul II ou Cuper Pierre Ier (actifs début 17e siècle).

## LeXVIIIesiècle(1693-1804) : le déclin
Au XVIIIe siècle, la famille Cuper connaît un déclin progressif : l'échec d'opérations commerciales et financières seraient la cause du déclin de son patrimoine. Les saisies des biens et possessions des Protestants, établies par la révocation de l'Édit de Nantes de 1685, ont probablement entamé ce déclin. L'éloignement de la cour royale et des faveurs royales constituent une autre cause à la chute de la renommée de l'artisanat de la famille. Enfin, Simon Cuper restait l'unique membre horloger de la famille, conduisant donc à de nouveaux problèmes financiers.

## Les Cuper, une famille commerçante dans l'Ancien Régime
Les Cuper ont suivi l'évolution de la ville de Blois, de 1550 à 1800, de son statut de capitale commerçante à celui de ville quelconque sans réelle portée commerçante. Cette construction parallèle a joué sur leur statut social, leur enrichissement et leur patrimoine. Durant cette période, sept générations de Cuper se sont succédé, elles constituent un exemple de continuité dans le métier d'horlogers, car seize horlogers de métier ont contribué aux productions artisanales, et permettent d'interpréter les phénomènes d'ascension sociale et de déclin sous l'Ancien Régime.

## Pour approfondir